# Xanthoparmelia xavieri
Xanthoparmelia xavieri är en lavart som beskrevs av T. H. Nash & Elix. Xanthoparmelia xavieri ingår i släktet Xanthoparmelia och familjen Parmeliaceae.   Inga underarter finns listade i Catalogue of Life.